# Casa Editrice Barbèra
La Casa Editrice Barbèra è una casa editrice italiana, fondata a Firenze nel 1860 da Gaspero Barbèra, il quale aveva già aperto con altri una tipografia nel 1854 e una società editrice nel 1855.

L'editrice è stata acquistata nel 1960 da Renato Giunti. Dal 1974 fa parte del gruppo Giunti.

## Storia

### Dalla fondazione al 1860
Gaspero Barbèra, torinese, giunse a Firenze verso il 1840; per quattordici anni lavorò presso la casa editrice di Felice Le Monnier.
Grazie all'aiuto del marchese Filippo Antonio Gualterio, il 1º ottobre 1854 aprì una stamperia in via Faenza al numero 56, nello stabile che poi fu occupato dall'educatorio e dalla chiesa delle Calasanziane. Ebbe come soci i fratelli Beniamino e Celestino Bianchi, che avevano la ditta in Piazza Santa Croce e che poi si trasferirono nella nuova sede.

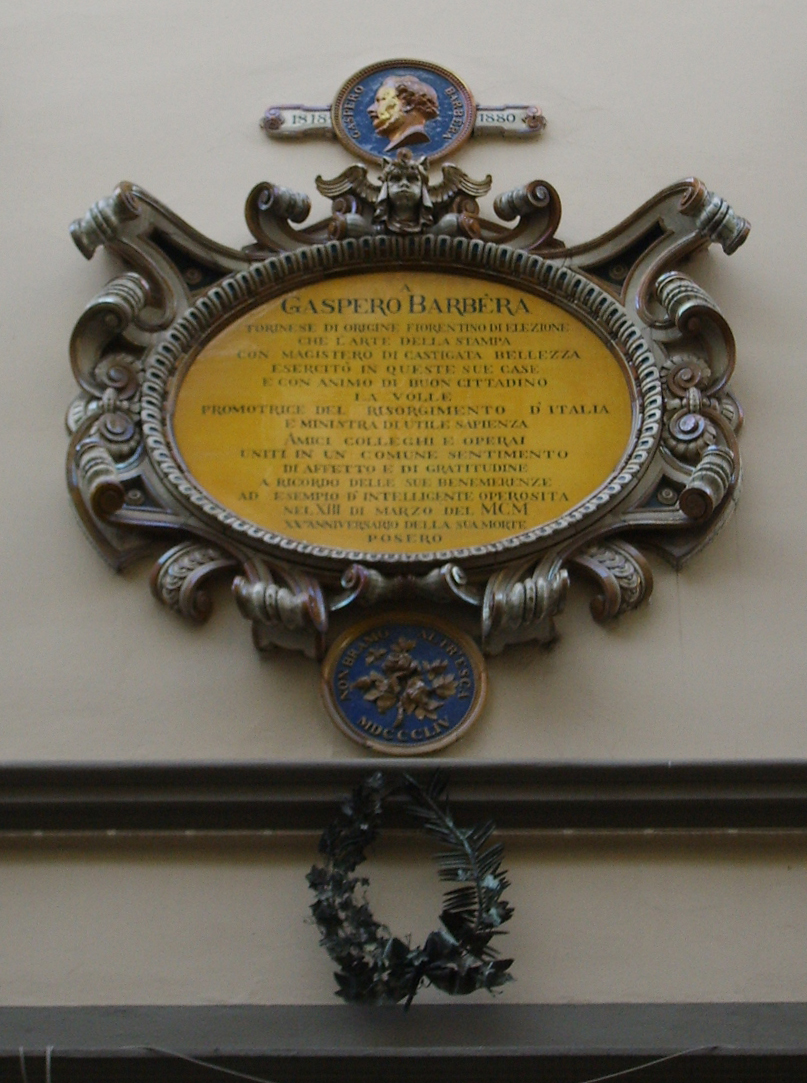
Targa a ricordo di Gaspero Barbèra in via Faenza a Firenze

La società in accomandita, istituita il 24 aprile 1855, si denominò "Barbèra, Bianchi e comp.". Nell'aprile 1855 uscì Il supplizio d'un italiano in Corfù, opera del giovane Niccolò Tommaseo. L'opera inaugurava la prima nota collana editoriale della casa editrice, la «Collezione Gialla».  Nella prefazione l'editore scriveva che avrebbe dato vita a una serie di Dizionari: infatti il suo secondo libro (dello stesso 1855)  fu il Vocabolario di parole e modi errati che sono comunemente in uso, compilato da Filippo Ugolini, con un saggio di Gioberti.
Sulla copertina e sul frontespizio dei libri era raffigurata come marca tipografica una rosa con un'ape che le si avvicina, racchiusa dal motto Non bramo altr'esca (verso del Petrarca).
Nel 1856 Gaspero Barbèra inaugurò con la Divina Commedia la famosa «Collezione Diamante», caratterizzata dal piccolo e agile formato dei volumi. Incaricò Giosuè Carducci, all'epoca ventunenne, di compilare l'elenco dei titoli della collana e di scrivere le introduzioni.

### Dal 1860 al 1880
Nel 1860 fu edito Lettere di Santa Caterina da Siena a cura del Tommaseo. Nello stesso anno si sciolse il sodalizio con Beniamino e Celestino Bianchi.
Beniamino ebbe problemi di salute e Celestino non era molto adatto a correggere le bozze e si recava nella stamperia solo ogni tre o quattro mesi («Bianchi... ha il nome nella ragione commerciale per un riguardo che io e il M.se Gualterio abbiamo voluto usare alla sua famiglia allora numerosa, caduta in istrettezze quando il Governo toscano tolse a Celestino il posto di maestro di scuola nell'Istituto della SS. Annunziata»). La ditta fu sciolta il 30 aprile 1860. La nuova ragione sociale fu "G. Barbera editore".
La collaborazione con Carducci proseguì per tutti gli anni sessanta. Fra i tanti titoli di cui curò l'edizione per la «Collezione Diamante» troviamo Del principe e delle lettere di Vittorio Alfieri, le Poesie di Lorenzo de' Medici, le Liriche del Monti, le Rime di Giuseppe Giusti, le Satire e odi di Salvator Rosa e le Poesie di Dante Gabriel Rossetti. L'editore pubblicò poi i vocabolari della lingua italiana e si avvalse dell'aiuto del lessicografo Giuseppe Rigutini.
Nel 1864 fu pubblicato, a cura di Giuseppe Chiarini, Il Saggiatore di Galileo Galilei, che non era più stato ristampato da tre secoli. Quattro anni dopo uscirono, nella «Nuova Collezione Scolastica», le Prose scelte a mostrare il metodo di lui, la dottrina, lo stile, a cura di Augusto Conti (1868).

### Dal 1880 al 1960
Nel 1880 Gaspero morì. Gli successe alla guida dell'azienda il figlio Piero (1854-1921). Piero allargò il catalogo autori pubblicando le opere di Gioberti, D'Azeglio, Capponi, De Amicis e D'Annunzio e realizzando, con un contributo finanziario dello Stato, l'edizione nazionale delle Opere di Galileo Galilei in venti volumi in quarto, usciti dal 1890 al 1909, sotto la direzione di Antonio Favaro, coadiuvato per la parte letteraria da Isidoro Del Lungo.
Nel secondo dopoguerra l'attività della casa editrice conobbe una rapida decadenza. Nel 1959 fu messa in liquidazione. 
L'anno seguente fu acquistata da Renato Giunti, il quale rilevò il marchio e il catalogo. Nel 1964 fu associata in consorzio con la Casa editrice Bemporad Marzocco (già R. Bemporad & figlio).

### Fonti primarie
- Gaspero Barbèra scrisse le Memorie di un editore, che furono pubblicate postume nel 1883 a cura dei figli Piero e Luigi nella «Collezione Gialla». Una nuova edizione uscì nel 1930, in occasione del cinquantesimo anniversario della morte di Gaspero, a cura del figlio Luigi. Nel 1954, in occasione del primo centenario della fondazione della Casa editrice, fu realizzata una terza edizione.
- A partire dal 1897 fu pubblicato il Catalogo perenne, che ebbe sei Supplementi (l'ultimo nel giugno 1922). Nel 1904 furono stampati gli Annali bibliografici e catalogo ragionato delle edizioni di Barbèra, Bianchi e Comp. e di G. Barbèra (1854-1880), con i suoi Addenda & corrigenda nel 1918.
- Nel 1914, nella «Collezione Gialla», furono pubblicate le Lettere di Gaspero Barbèra tipografo editore (1841-1879), con prefazione di Alessandro D'Ancona.
- Piero Barbèra fu autore di numerosi scritti di argomento tipografico, che sono elencati nella sua Bibliografia degli scritti, compilata da Angelo Sodini alla fine della propria monografia Un maestro del libro (Piero Barbèra), Firenze, G. Barbèra, 1922.

### Fonti secondarie
- M.M. Cappellini - P.F. Iacuzzi - A. Cecconi, La rosa dei Barbèra. Editori a Firenze dal Risorgimento ai codici di Leonardo, Firenze, Giunti, 2012.
- Maria Jole Minicucci, Una marachella in tipografia. Appunti su Gaspero e Piero Barbèra in Almanacco Italiano 1970, vol. LXX, Firenze, Giunti - Bemporad Marzocco, 1970.
- Non bramo altr'esca. Studi sulla casa editrice Barbèra, a cura di Gianfranco Tortorelli, Bologna, Pendragon, 2013.